# Franz Zabza

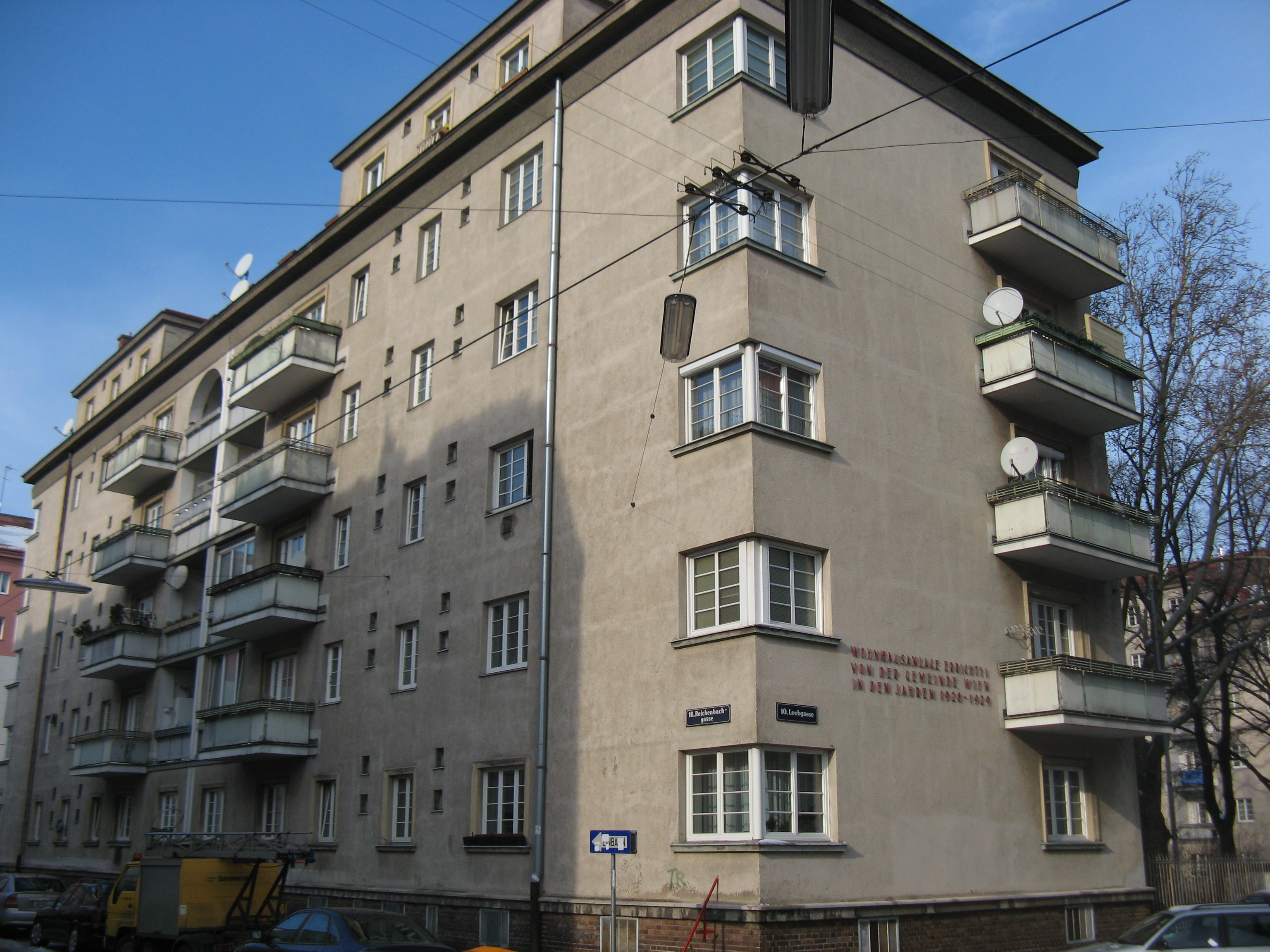
Margarethe-Hilferding-Hof (1928), Leebgasse 100, von Franz Zabza

Franz Zabza (* 10. Januar 1896 in Wien; † 16. Juni 1933 ebenda) war ein österreichischer Architekt.

## Leben
Zabza war der Sohn eines aus Böhmen stammenden Tischlers. Er absolvierte die Baufachschule der Staatsgewerbeschule, die er 1915 mit der Matura abschloss. Nach dem Krieg studierte er sowohl an der Akademie der bildenden Künste Wien bei Friedrich Ohmann (1919–1922) als auch an der Technischen Hochschule (1919–1921). Als einer der besten seines Jahrgangs erhielt er das Staatsreisestipendium, den sogenannten Rompreis, mit dem er 1922 eine Studienreise nach Italien antreten konnte. Nach einigen Praxisjahren trat er um 1925 im Wiener Stadtbauamt ein, wo er einige Wohnhausanlagen der Gemeinde Wien errichtete. Zabza starb verarmt mit 37 Jahren an Nierenversagen.

## Bedeutung
In Anbetracht des geringen Lebensalters von Franz Zabza und der damaligen schwierigen wirtschaftlichen Situation ist das Werk des Architekten nur schmal geblieben. Er errichtete ausschließlich Gemeindebauten für die Stadt Wien. Seine Gebäude verraten eine eher traditionelle, dekorative Auffassung im Sinne seines Lehrers Ohmann. Auch die späteren Projekte besitzen eine klassische Formensprache, wenn nun auch, dem Zeitgeist entsprechend, der dekorative Charakter zurücktritt.

## Werke

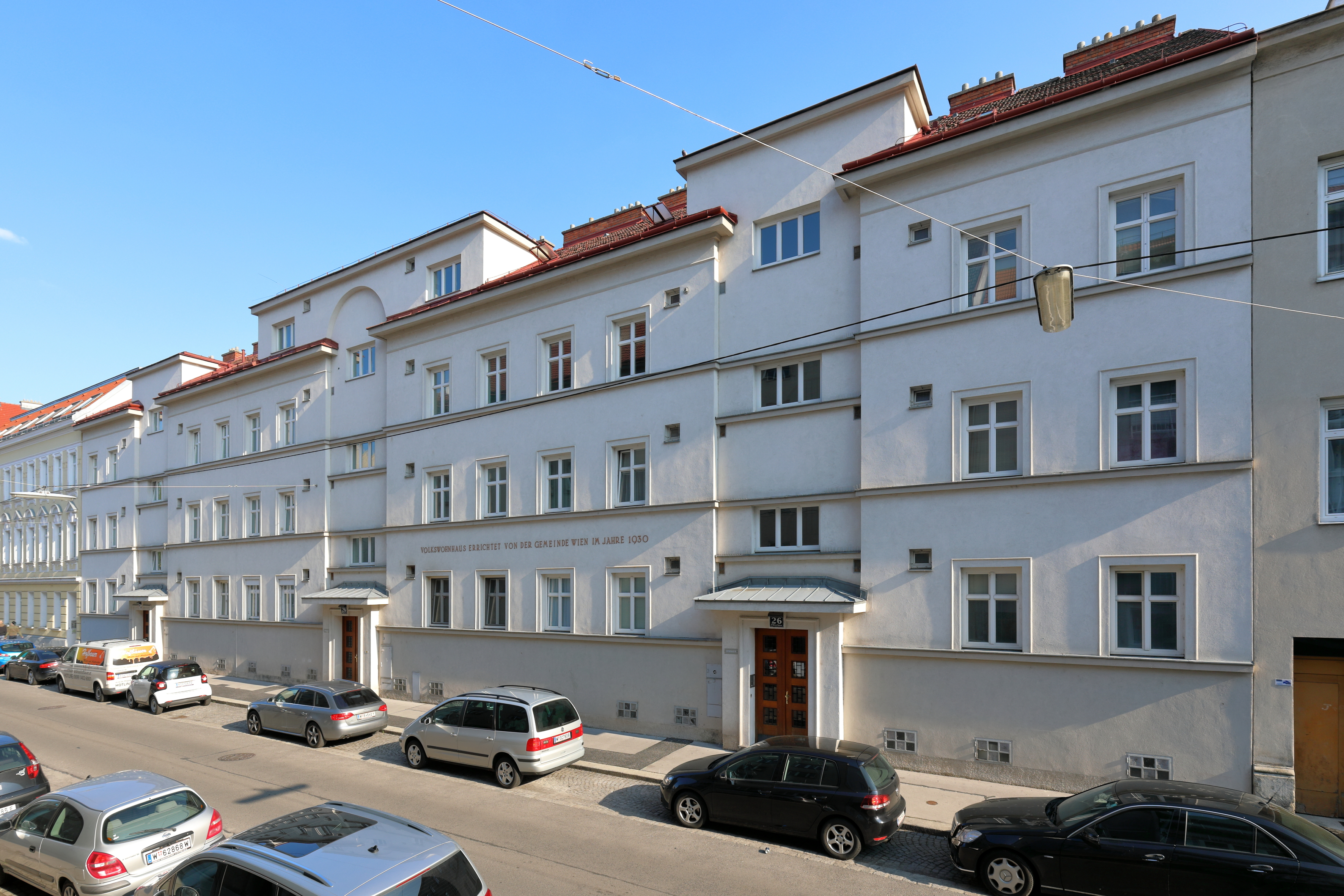
Beethoven-Hof (2020 benannt)

- Wohnhausanlage der Gemeinde Wien, Radingerstraße 21, Wien 2 (1927)
- Margarethe-Hilferding-Hof, Leebgasse 100, Wien 10 (1928)
- Beethoven-Hof, O'Briengasse 26–30, Wien 21 (1930)
- Johann-Hartmann-Hof, Eduard-Süß-Gasse 28, Wien 15 (1931)
- Wohnhausanlage der Gemeinde Wien, Hasnerstraße 111–115, Wien 16 (1931)